# Homalothecium aureum
Homalothecium aureum là một loài Rêu trong họ Brachytheciaceae. Loài này được (Spruce) H. Rob. mô tả khoa học đầu tiên năm 1962.